# Балод, Екатерина Мартыновна
Екатерина Мартыновна Балод (Балоде) (латыш. Jekaterina Balode; 26 декабря 1898 года, Российская империя — 29 декабря 1978 года, Рига, Латвийская ССР, СССР) — медицинская сестра рижской центральной больницы Латвийского бассейна, Герой Социалистического Труда (1969).

## Биография
Родилась в 1898 году на территории современного Бауского края Латвии. По национальности латышка.
В 1919 году окончила курсы медицинских сестёр, участвовала в Гражданской и Великой Отечественной войнах.
В 1947 году трудоустроилась по специальности медсестрой в туберкулёзное отделение рижской центральной больницы, где проработала более 30 лет.
Указом Президиума Верховного Совета СССР от 4 февраля 1969 года «за большие заслуги в области охраны здоровья советского народа» удостоена звания Героя Социалистического Труда с вручением ордена Ленина и золотой медали «Серп и Молот».
Делегат XXI съезда Компартии Латвийской ССР (1971).
Жила в Риге, где скончалась 29 декабря 1978 года, похоронена на местном Лесном кладбище.
Награждена орденами Ленина (04.02.1969), «Знак Почёта» (28.10.1967), медалями, в том числе «За трудовую доблесть» (20.07.1950).